# Drax (Universo cinematográfico de Marvel)
Drax, también conocido como Drax el Destructor, es un personaje ficticio interpretado por Dave Bautista en el Universo cinematográfico de Marvel, basado en el personaje de Marvel Comics del mismo nombre. En las películas, Drax es un guerrero y miembro de los Guardianes de la Galaxia que busca venganza por la pérdida de su familia. Originalmente buscó vengarlas matando al fanático Kree, Ronan el Acusador, pero después de su muerte, su misión se enfocó en derrotar al verdadero responsable, Thanos. Un elemento de comedia para su personaje es una broma recurrente en la que Drax toma los modismos comunes literalmente, sin poder entender el concepto de metáfora.
Para 2022, el personaje ha aparecido en cinco películas: Guardians of the Galaxy (2014), Guardians of the Galaxy Vol. 2 (2017), Avengers: Infinity War (2018), Avengers: Endgame (2019) y Thor: Love and Thunder (2022), así como en la serie animada de Disney+ What If...? (2021) con versiones alternativas, con la voz de Fred Tatasciore en lugar de Bautista y en The Guardians of the Galaxy Holiday Special (2022). Regresa en Guardians of the Galaxy Vol. 3 (2023), que Bautista ha anunciado como su despedida del personaje.

## Concepto y creación
El personaje del cómic, Drax el Destructor, apareció por primera vez en The Invincible Iron Man #55 (febrero de 1973), y fue creado por Jim Starlin con la ayuda del escritor Mike Friedrich. Apareció en varias series de Marvel y fue "asesinado" varias veces. Drax recibió una miniserie homónima de 4 números en 2004 y fue un personaje protagónico en Annihilation: Nova # 1–4 (2005) y Annihilation # 1–6 (2006). Después de una aparición de seguimiento en Nova vol 4 # 4–7 (2007) y la historia de "Annihilation: Conquest" de 2008, apareció como miembro del equipo en el relanzamiento de Guardianes de la Galaxia en 2008 y apareció en la serie de 25 números. del mismo nombre. El personaje tuvo un pequeño papel en The Thanos Imperative # 1-3 (2010), en el que fue asesinado. El origen del cómic del personaje tiene parecido con su historia, como el alma desplazada de un humano de la Tierra colocada en un cuerpo creado para vengarse de Thanos.
El presidente de Marvel Studios, Kevin Feige, mencionó por primera vez a Guardianes de la Galaxia como una posible película en la Comic-Con International de San Diego de 2010, afirmando: "También hay algunos títulos oscuros, como Guardianes de la Galaxia. Creo que se han renovado recientemente de una manera divertida en el libro [de historietas]". Feige reiteró ese sentimiento en una edición de septiembre de 2011 de Entertainment Weekly, diciendo: "Existe la oportunidad de hacer una gran epopeya espacial, a la que Thor insinúa, en el lado cósmico" del Universo Cinematográfico de Marvel. Feige agregó que, si se hiciera la película, presentaría un conjunto de personajes, similar a X-Men y The Avengers. Feige anunció que la película estaba en desarrollo activo en la Comic-Con International de San Diego de 2012 durante el panel de Marvel Studios, con una fecha de estreno prevista para el 1 de agosto de 2014. Anunció que el equipo titular de la película estaría formado por los personajes Star-Lord, Drax el Destructor, Gamora, Groot y Rocket.
En 2018, Bautista se unió a sus compañeros de reparto para apoyar al director de Guardianes de la Galaxia, James Gunn, después de que lo despidieran por viejos tuits que bromeaban sobre la pedofilia y la violación. Bautista declaró que si Disney (empresa matriz de Marvel Studios) no usaba el guion de Gunn para Guardians of the Galaxy Vol. 3, pediría que lo reformularan, calificando el despido de Gunn como "nauseabundo". Finalmente, Gunn fue reincorporado como director de la película en marzo de 2019. Bautista indicó que en un momento Gunn quiso hacer "una película de Drax y Mantis" como un spin-off, pero que Marvel no entendió el concepto.

## Apariencia y efectos especiales
El maquillaje de Bautista tardó aproximadamente cuatro horas en aplicarse, aunque se pudo quitar en 90 minutos. Drax tiene varios patrones de cicatrices en su cuerpo, que reemplazan los tatuajes simples de los cómics, cada uno con una historia específica. Además, su tono de piel se cambió del verde brillante en los cómics a un gris más oscuro, para evitar similitudes visuales con Hulk.
Para la segunda película, el maquillaje de Bautista tardó solo 90 minutos en aplicarse, en comparación con las cuatro horas de la primera película. Tendría que sentarse en una sauna al final del día para quitarse el maquillaje, después de que se descubrió que su prueba de maquillaje era demasiado "abrasivo".

## Biografía del personaje ficticio

### Origen
Antes de 2014, el mundo natal de Drax fue invadido por las fuerzas de Thanos bajo el mando de Ronan el Acusador. Los invasores mataron a su esposa Ovette y a su hija Kamaria, hecho que lo puso en un camino de venganza, lo que resultó en su captura y lo enviaran a una prisión espacial llamada Kyln.

### Guardián de la Galaxia
En 2014, los otros Guardianes se encuentran por primera vez con Drax en prisión, donde siente una hostilidad inmediata hacia Gamora debido a su conexión con Thanos. Drax ataca a Gamora, pero Peter Quill lo convence de perdonarla a cambio de su habilidad para atraer a Ronan hacia ella, para que Drax pueda vengarse. Drax ayuda a los Guardianes a escapar de la prisión, acompañándolos a Knowhere, donde discute con Rocket y luego, borracho, envía una señal para desafiar a Ronan a pelear. Ronan llega, lo derrota fácilmente y se va con la Gema del Poder, contenida en el objeto llamado Orbe. Drax lamenta sus acciones y se une a los Guardianes para defender a Xandar del ataque de Ronan. Después de que la nave de Ronan se estrella contra la ciudad, Drax y Rocket destruyen el hacha de Ronan que sostiene la gema y se unen a Quill y Gamora para controlar la gema el tiempo suficiente para destruir a Ronan. Después de que los Nova Corps elogian a los Guardianes por sus acciones, Gamora le asegura genuinamente a Drax que su familia fue vengada. Él acepta su consejo, aunque reconoce que Ronan era simplemente un peón de Thanos, de quien ahora busca vengarse.
Más tarde, Drax y los Guardianes son contratados por los Soberanos para luchar contra un alienígena que ataca sus valiosas baterías, a cambio de recuperar y reclamar la recompensa de la hermana de Gamora, Nébula. Después que se van, son perseguidos por la flota Soberana, ya que Rocket les había robado las baterías, de lo que Drax estaba al tanto. Después de un aterrizaje forzoso en un planeta, conocen al padre de Quill, Ego. Drax decide acompañar a Quill y Gamora al planeta de Ego, mientras que Rocket, Groot y Nébula se quedan atrás. En el planeta de Ego, conocen a su asistente Mantis, con quien Drax desarrolla una amistad aunque le dice abiertamente que la encuentra horrible. Cuando los Guardianes descubren el verdadero yo de Ego, Drax se une a ellos en la lucha contra el celestial hasta que Quill le pone un jetpack y lo lleva con una Mantis inconsciente a la nave de Kraglin para ponerlos a salvo. Tras derrotar a Ego, los Guardianes se unen para darle funeral a Yondu, quien se sacrifica para salvar la vida de Quill. 

### Infinity War y resurrección
En 2018, cuando los Guardianes responden a la llamada de socorro de la nave espacial destruida de Thor y evitan que muera flotando en el espacio, Drax acompaña a Quill, Gamora y Mantis a Knowhere para evitar que Thanos obtenga la Gema de la Realidad. Sin embargo, Thanos llega primero y usa la gema para convertir brevemente a Drax en una pila de bloques, después de que su ira de venganza lo precipite a atacar. Después de que Thanos toma a Gamora y se va, Drax vuelve a ser él mismo y acompaña a Quill y Mantis a Titán, donde se unen a los Vengadores Tony Stark, Stephen Strange y Peter Parker y más tarde con Nébula, en un esfuerzo por derrotar a Thanos allí, que finalmente falla debido a la inmensa capacidad de poder de Thanos con el Guantelete del Infinito parcialmente ensamblado. Poco después, Drax se desintegra debido al Blip.
En 2023, Drax vuelve a la vida y es transportado a través de un portal a la Tierra en el destruido Complejo de los Vengadores para unirse a la batalla contra un Thanos alternativo de 2014 y su ejército. Tras la victoria, Drax asiste al funeral de Stark y, junto con los otros Guardianes y Thor, parte hacia el espacio para nuevas aventuras donde responden a varias llamadas de socorro provocadas por la muerte de los dioses de varios mundos.

### Misiones finales
Más tarde, después de que Thor sigue su propio camino, los Guardianes compran Knowhere al Coleccionista, y Drax ayuda mientras trabajan para restaurarlo. Cuando Quill aún se siente deprimido por la pérdida de Gamora, Drax se une a los Guardianes para intentar darle una Navidad significativa secuestrando al máximo héroe de Quill, el actor Kevin Bacon como regalo para Quill. Drax y Mantis aterrizan en Hollywood, Los Ángeles y sin darse cuenta ganan dinero como músicos callejeros posando para fotos en el Paseo de la Fama de Hollywood y se emborrachan en un bar antes de que un vendedor de mapas estelares les diga dónde encontrar la casa de Kevin Bacon. Logran su objetivo pero se decepciona al saber que es un simple actor; aunque Quill lo recrimina por sus acciones con Mantis, logran pasar la Navidad juntos y en armonía.
Después de que se reconstruye Knowhere, Adam Warlock ataca a los Guardianes y Rocket resulta gravemente herido, lo que deja a los Guardianes incapaces de atender sus heridas debido a un interruptor de muerte incrustado en él. El equipo decide viajar al Orgoscopio, sede de la compañía Orgocorp del Alto Evolucionador, con la esperanza de encontrar un código de anulación. Mientras luchan contra el Alto Evolucionador, Drax, Mantis y Nébula se encuentran con hordas de niños encarcelados en la nave del Alto Evolucionador antes de ser capturados. Después de escapar y derrotar al ejército del Alto Evolucionador, los Guardianes deciden disolverse, y él junto a Nébula permanecen en Knowhere para criar a los niños rescatados. También se despide con pena de Mantis, que parte a sus propias aventuras.

## Caracterización
En Guardianes de la Galaxia, Drax se caracteriza como un guerrero que busca vengar la muerte de su familia a manos de Ronan. Al relacionarse con el personaje, Bautista dijo: "Me identifico tanto con Drax que ni siquiera es gracioso. Solo las cosas simples que tenemos en común. Cosas simples como los tatuajes, la tragedia, porque, ya sabes, también tuve un poco de tragedia en mi vida. Así que es muy fácil para mí sacar eso". Bautista también dijo que había "mucho alivio cómico para Drax", pero el personaje no lo sabía. Bautista afirmó que no se preparó mucho para el papel, porque "por suerte para mí, soy un deportista de toda la vida y me adapté muy rápido".
En preparación para Guardianes de la Galaxia Vol. 2, Bautista esperó la versión final del guion para no quitarle "la magia", lo que sintió que había sucedido cuando leyó los primeros borradores de la primera película. Agregó que "no estaba loco por mi parte [en el Vol. 2, inicialmente]. Fue en una dirección diferente a la que pensé que iban a tomar con Drax", y señaló que no "pensaba que Drax fuera tan importante en la película". La parte "hizo clic" para Bautista después de la lectura de la mesa con el resto del elenco. Bautista llamó a Drax "más divertido, motivado" que en la primera película, y tenía "una sensación de inocencia y angustia sobre él", a pesar de "la primera percepción de Drax de la mayoría de la gente [que] él es simplemente un grande, bruto musculoso".
Drax aparece en " ¿Y si...¿T'Challa se convirtiera en Star-Lord?", un episodio de la serie animada What If...?, aunque con la voz de Fred Tatasciore en lugar de Bautista. Bautista afirmó que no se le había pedido que hiciera la voz de Drax en la serie, aunque el vicepresidente de Marvel Studios, Brad Winderbaum, lo dudaba.

## Versiones alternativas
Varias versiones alternativas de Drax aparecen en la serie animada What If...?, siendo interpretado por Fred Tatasciore.

### Camarero en Contraxia
En un 2014 alternativo, Drax trabaja como camarero en Contraxia y es un admirador de Star-Lord T'Challa, después de que él salvó a su mundo natal y a su familia de una invasión Kree, evento al que le agradece cuando lo ve en su bar.

### Asistiendo a la fiesta de Thor
En un 2011 alternativo, Drax asiste a la fiesta intergaláctica de Thor en la Tierra. Se enoja cuando Thor llama a los asistentes a la fiesta para que limpien su desorden hasta que Thor usa sus poderes para intimidarlos para que limpien mientras menciona que viene su madre Frigga.

### La conquista de Ultrón
En un 2015 alternativo, Drax, junto con los otros Guardianes, son asesinados por Ultron cuando defendían a los Soberanos.

## Recepción
A pesar de su exterior áspero y su trágica historia de fondo, Drax comúnmente sirve como alivio cómico, y sus líneas dentro de la franquicia a menudo se han utilizado como memes de Internet.